# Daniel Frank Austin
Daniel Frank Austin (né le 18 mai 1943 à Paducah et mort le 20 janvier 2015 à Tucson) est un botaniste et taxinomiste américain, spécialiste de la botanique économique, qui s'est consacré entre autres à l'étude de la famille des Convolvulaceae et notamment à celle d’Ipomoea batatas, la patate douce.
Il était considéré comme l'expert mondial dans le domaine de la taxinomie de la patate douce et des espèces sauvages apparentées (complexe d'espèces Ipomoea batatas).